# Embrosneros
Embrosneros, Embrosnero, ou Brosnero (en grec : Εμπρόσνερος) est un village de Crète, en Grèce. Il est situé dans le nome de La Canée, à environ 30 kilomètres à l'est de La Canée et 30 kilomètres à l'ouest de Rethymnon.
En 1866, c'est à Embrosneros qu'est déclarée la révolte crétoise de 1866.